# 国際認識
国際認識（こくさいにんしき）とは、自己の所属する国家と他の国家の違いを理解しようとすること、またはその理解。

## 概要

### 境界の成立
自分および自分が属する集団と他の集団を区別することは自己のアイデンティティを確立する上で重要であるが、それは世界の中における自分が所属する国家と他の国家の区別においても同様である。今日のような国家観・国際認識成立の前提として主権国家概念の確立が必要であるが、勿論、それ以前にもより漠然とした形であった自分の国家と他の国家の間の違いの中でもその境界の存在は意識されていた。
古代の都市国家は城壁と城門を構えて都市の内側と外側を区別していたが、城壁外部にも領域を持っていた。ただし、外側については排他的な境界意識を必ずしも持ち合わせてはいなかった。これは古代ギリシア・古代中国など地域の違いを問わずにそうした傾向が強く見られた。
やがて、「帝国」が形成されるようになると、支配の内実として空間領域の観念が付与されるようになる。その象徴してリメス（limes）と呼ばれる帝国の内と外の空間を隔てる城壁が築かれるようになる。ローマ帝国のハドリアヌスの壁や秦帝国の万里の長城はその典型例である。
中世においては、ヨーロッパにおいては封建国家が成立すると領域の概念が強く意識されるようになるが、その反面領域は領主個人あるいは領主家の家産と見なされ、領主家の交替に伴う領主の変動も多くそれに伴う境界線の変更もしばしば発生した。16世紀以後の絶対王政期に入ると領主あるいは領主家による領域の属人性が否定され、領域の属地性が重要視されるようになる。フランスのルイ14世は「自然国境論」を唱えてフランスの東（ドイツ）との境界をライン川、南（スペイン）との境界をピレネー山脈であると主張してドイツを支配する神聖ローマ帝国（オーストリア）と激しく対立した。更に大航海時代の進展とともに地球が球体であることが確認され、様々な国家が大なり小なり一定の範囲を占めていることが明らかになるとともに、（あくまでヨーロッパ人の観念において）地球上にはまだ分割できる地域が存在することが知られるようになった。ヨーロッパの地図に国境線が描かれるようになるのはこの時代のことである。三十年戦争後の1648年に締結されたヴェストファーレン条約によって、主権国家の概念が確立され、領域の属地性がほぼ揺るがないものとなった。アジアにおいては中国において秦帝国を継承した中国歴代王朝（中華帝国）が周辺諸国を服属させる代わりに領域に関する政治的保証と貿易に関する経済的保証を与えるという冊封体制を確立させ、朝貢貿易と一体化して機能していった。日本は古代及び室町時代の一時期を除いて中国より冊封を受けることはなかったが、遣隋使・遣唐使・遣明使などを度々派遣しており、服属国に準じた国とみなされる場合があった。だが、同じアジアの国々同士の関係になると複雑になる。すなわち、中国は冊封を受けていた朝鮮や琉球を服属国とし、日本もこれに準じた存在とみなしていた。朝鮮は事大主義の観点から中国を上位とする一方、日本や琉球は同格の国とみなして対等視していた。日本はあくまでも中国とは対等とする立場を採り、朝鮮は指導者層では三韓征伐以来の服属国とみなす風潮がある一方で民間ではやや異なる観念があり、国境に近い西国では実際に発生した元寇などのイメージと重なってムクリコクリの伝説として恐怖感をもって語られる一方、その他の地域では関心が希薄であった。また、琉球については同文同種の国とみなされていた。こうしたそれぞれの感覚の違いが外交交渉における思わぬ齟齬を引き起こすことになる。
一方、海上の境界に関してはヨーロッパとアジアで大きな違いが見られた。大航海時代とともに海上に国境を設けるか否かと言う問題が浮上した。1494年のトルデシリャス条約は、ローマ教皇の権威の元で世界の海をスペイン・ポルトガルで分割することを定めたが、イングランド（イギリス）・フランスなどの反発は強く、「海洋自由論」が台頭した。17世紀に入ると領土沿岸を除いて原則的には海洋を公海として扱う海洋法・国際法が確立され、後にはライン川やドナウ川などの国際河川にも適用が拡大された。これに対してアジアでは中国や朝鮮、日本が相次いで海禁政策（日本では鎖国）を採用して、海岸線を境界線として航海・貿易を制限もしく禁止する方針を採った。
だが、19世紀に入ると、ヨーロッパ諸国によるアジア・アフリカ地域の分割が進行して複数の植民地帝国が確立される。分割を免れた中国や日本も国際法（万国公法）の受け入れて主権国家への転換を図ることになり、日清戦争における日本の勝利によって冊封体制は完全に終焉する。20世紀に入ると、世界恐慌をきっかけとしたファシズムの台頭やブロック経済圏の形成などの植民地帝国強化の動きが見られるが、一方でアジア・アフリカ地域における民族自決の動きもみられ、第二次世界大戦後に植民地帝国は解体される。だが、それは新たな国境線を巡る新興国同士の争いを引き起こした。更にメディアの急激な発達は電波やインターネットによる情報の伝播を加速させた。そして、21世紀に入るとグローバリゼーションの進展やEU統合などの国家連合の形成が進む一方で、各地でナショナリズムが台頭するなど複雑な動きを見せている。

### 相互理解の困難さ
国家同士あるいは違う国民同士が理解することは困難を伴う。国際間のあらゆる関係の前提として相互認識において正しい理解が行われているかが問題となるが、実際において国民感情・国家意思・国際認識・対外意識と呼ばれているものは、実はそれに関わった個々人による部分意識の積み重ねに過ぎず、しかもそれは個人が所属する社会（国家・民族・地域・階層・集団）の影響を受けて規定されている。ところが、その所属する社会と相手国の社会が言語や交通の制約の影響を受けて、当人たちは正しい理解をしているつもりでも実際には誤解、時には当人によって曲解された認識が含まれる場合もある。
歴史学者の田中健夫は、誤解や曲解が発生する原因を次のように分析する。
- 情報の誤認による認識
- 情報処理能力の欠如、あるいはそれ以前の段階として相手側に関する知識の欠如（すなわち「無知」）
- 固定観念・先入観、あるいは勘違いによる誤解（「こうなるはずだ」「そんなことは絶対にありえない」など）
- 希望的観測・悲観的予想、その他思い込みによる誤解

東アジア地域における中華思想や神国思想、朝鮮半島の事大主義などの自国観はいずれもその国の社会が持つ優越感・卑屈感・尊大・謙虚などの観念が複雑に絡み合って成立している。そこまでいかなくても、普通に自国や他国を「大国」「小国」「先進国」「途上国」などと位置付ける認識には正しい根拠が存在している訳ではない。こうした観念が相手国のありのままの姿を認識することを拒絶し、誤解や時には自己の都合の良い曲解を生み出していった。こうした誤解や曲解は全てが悪意に由来するものではなく、中には独自の新しい文化や商品を生み出すなどの効果をもたらす場合（アンパンやカリフォルニアロールの誕生など）もあるが、国家指導者層による誤解や曲解は時には国際関係に大きな影響を与えることになる。
アジア史で見ると、倭寇の問題が挙げられる。高麗や李氏朝鮮は倭寇に日本人だけではなくそれに呼応している朝鮮の賎民も多数加わっている事実を知ってその対策を取っていながら、あくまでも「倭人の暴虐行為」であるとする公式の見解を取り続けて国内の不満を日本に向けようとした（高麗末期の段階より既に朝鮮の賎民が倭寇に加わっていたのを認めたのは、1446年（『朝鮮世宗実録』世宗28年十月壬戌条）のことである）。明朝でも海禁政策とともに倭寇排除を名目として密貿易商人や海岸近辺の流民を弾圧することで体制の安定化を図ろうとした。なお、明の洪武帝が日本の国情を把握できずに南朝の懐良親王を冊封しようとした話は著名である。中国・朝鮮側が意図的に曲解した倭寇観が清朝以後も継承され、近代以後の問題も加わって今日までの反日感情の源流となった。一方では日本の武士や海賊が中国や朝鮮沿岸を襲うことに対する批判は当時ほとんど見られず、江戸時代に松下見林が『異称日本伝』で中国側の倭寇の記録を論評抜きでそのまま記載してこれを受けて一部の儒学者が倭寇の振る舞いを批判するに留まり、明治以後にはむしろ「大陸雄飛」の先駆として扱う見方すら登場した。
また、元寇における鎌倉幕府や朝鮮出兵における豊臣政権における中国側国書に対する反発と強硬政策採用も、長年の外交関係の途絶によって、中国歴代王朝が日本を属国に準じた扱いをしてきた歴史的経緯を知らなかった（遣唐使は一種の朝貢扱いを受け、室町幕府は「日本国王」冊封を受けた上で勘合貿易を行った）ことが事態の複雑さを招いたとも言われている。勿論、こうした誤解や曲解は欧米列強を迎えた清朝の対応など、日本以外の諸国の外交史にも少なからず見られ、そうした態度が戦争などの原因になることもあった。ただし、こうした誤解や曲解の多くが理解の拒絶や悪意の理解によるものではなかったのである。